# Пуртале, Элен де
Элен де Пуртале (фр. Hélène de Pourtalès, при рождении — Хелен Барби (англ. Helen Barbey); 28 апреля 1868, Нью-Йорк, Нью-Йорк — 2 ноября 1945, Женева) — швейцарская графиня, яхтсменка, первая в истории женщина, участвовавшая в Олимпийских играх, а также первая олимпийская чемпионка.

## Биография
Будущая графиня родилась в Нью-Йорке под именем Хелен Барби в семье Генри и Мари Лорийяр Барби. Дедушка Хелен по материнской линии Пьер Лорийяр IV (англ. Pierre Lorillard IV) был известным американским бизнесменом из семейства Лорийяр, которое основало в 1760 году первую табачную компанию в США (англ. Lorillard Tobacco Company) и одну из старейших американских компаний вообще. Кроме того, Пьер Лорийяр IV был конезаводчиком и стал первым американцем, чья лошадь в 1881 году выиграла знаменитые скачки в английском Дерби.
В 1891 году в Париже Хелен вышла замуж за немецко-швейцарского графа Эрмана де Пуртале (фр. Hermann de Pourtalès, 1847—1904), сына Александра и Аугусты Саладин. Ещё в США Хелен начала интересоваться парусным спортом, члены её семьи были активными участниками знаменитого Нью-Йоркского яхт-клуба, где неоднократно проводились гонки Кубка Америки.

### Летние Олимпийские игры 1900
В 1900 году муж Элен решил принять участие в соревнованиях по парусному спорту в рамках Олимпийских игр в Париже. Сам Эрман стал шкипером на яхте «Лерина» (Lérina) водоизмещением 2 тонны, а в команду пригласил свою жену и племянника Бернара де Пуртале (1870—1935).
20 мая 1900 года, через 6 дней после начала Олимпиады, на Сене прошли соревнования яхт в открытом классе. «Лерина» была единственной швейцарской яхтой, вышедшей на старт, однако семейство де Пуртале не сумело добраться до финиша.
22 мая там же на Сене состоялась первая гонка в классе яхт водоизмещением 1—2 тонны. Швейцарский экипаж в двухчасовой гонке сумел опередить в борьбе за первое место французскую яхту «Марта» (фр. Marthe) почти на 2 минуты и выиграть золото. Интересно, что остальные 6 яхт в той гонке также представляли Францию. Таким образом, Элен стала первой по времени женщиной, принявшей участие в Олимпийских играх (в 1896 году на первых Олимпийских играх в Афинах женщины не участвовали), и при этом ей сразу удалось выиграть золото.
Через 3 дня, 25 мая, состоялась вторая гонка в классе яхт водоизмещением 1—2 тонны. На этот раз «Лерина» пришла к финишу второй с серьёзным отставанием от немецкой яхты «Ашенбрёдель» (нем. Aschenbrödel) шкипера Мартина Визнера, которая до этого уже успела выиграть серебро в открытом классе. Эта гонка в данное время рассматривается МОК не как часть программы Олимпийских игр, а как часть программы Всемирной выставки 1900 года в Париже, параллельно с которой проходили Олимпийские игры. Так что МОК не признаёт олимпийской вторую медаль Элен де Пуртале.
Иногда в качестве первой олимпийской чемпионки рассматривается известная британская теннисистка Шарлотта Купер, которая выиграла в Париже золото в одиночном и смешанном парном разрядах. Однако по современным данным соревнования по теннису проходили в начале июля 1900 года, то есть через месяц с лишним после победы на Сене яхты «Лерина». Купер же является первой чемпионкой в чисто женской дисциплине (на Играх в Париже женщины отдельно соревновались только в теннисе в одиночном разряде и в гольфе).
Скончалась в ноябре 1945 года в Женеве в возрасте 77 лет, более чем на 40 лет пережив своего мужа. Пасынок Элен Ги де Пуртале (фр. Guy de Pourtalès, 1881—1941), сын Эрмана от первого брака, стал писателем и музыкальным критиком.